# Вустерхузен
Вустерхузен (нем. Wusterhusen) — община в Германии, в земле Мекленбург-Передняя Померания.
Входит в состав района Восточная Передняя Померания. Подчиняется управлению . Население составляет 1231 человек (на 31 декабря 2010 года). Занимает площадь 19,08 км².
Коммуна подразделяется на 5 сельских округов.